# Van vlinders, bloemen en vogels

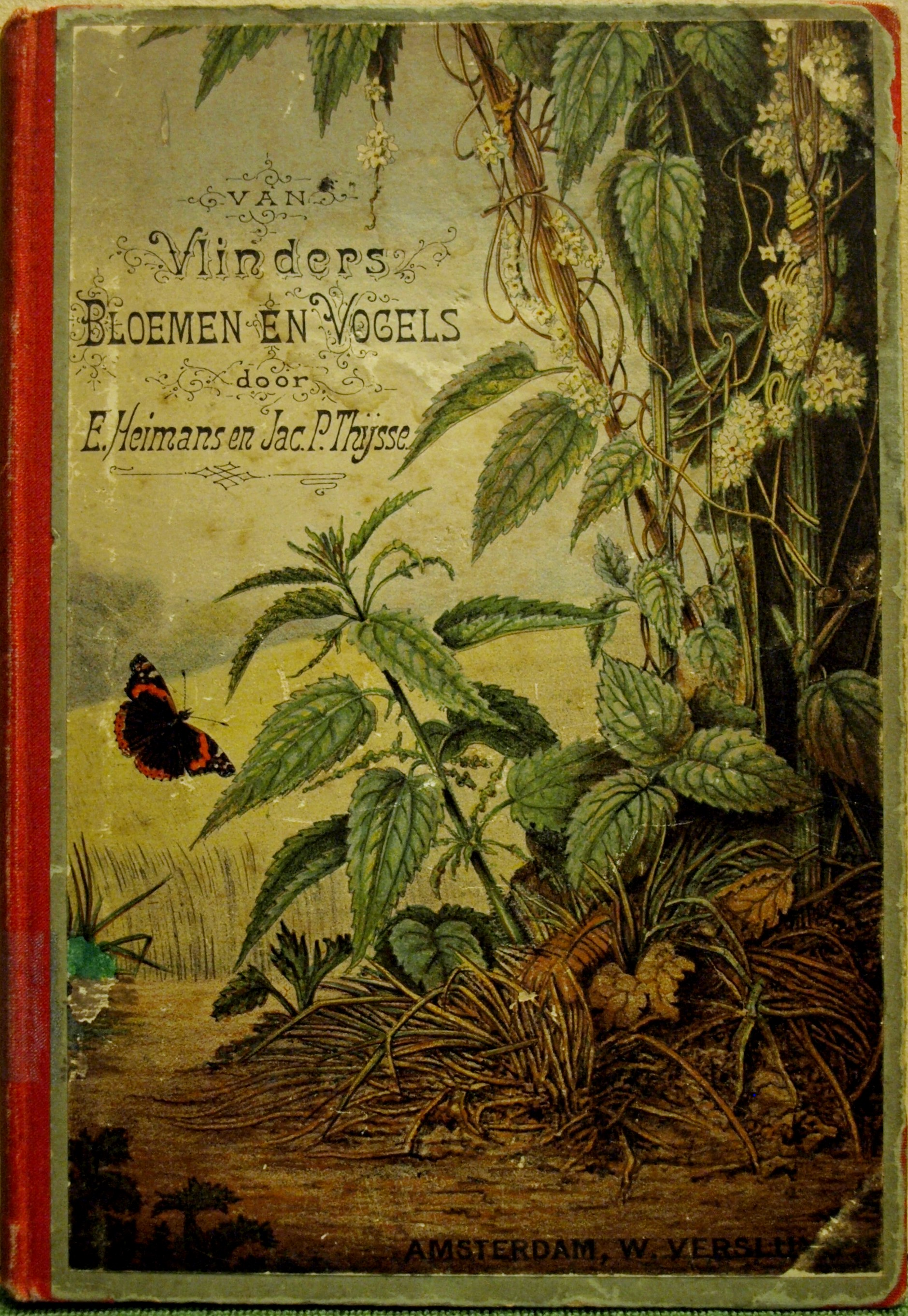
Van vlinders, bloemen en vogels : Langs dijken en wegen. Omslag van de eerste druk (1894)

De serie Van vlinders, bloemen en vogels is een boekenreeks die werd geschreven door Eli Heimans en Jac. P. Thijsse tussen 1894 en 1901. De serie bestond uit zes deeltjes en beleefde vele herdrukken. Na de Tweede Wereldoorlog verscheen de reeks onder de titel Van groei en bloei en jaargetijde.
De zes deeltjes van de serie 'Van vlinders, bloemen en vogels' zijn:
- 1894: Van vlinders, bloemen en vogels (ondertitel: Langs dijken en wegen)
- 1895: In sloot en plas
- 1896: Door het rietland
- 1897: Hei en dennen
- 1899: In de duinen
- 1901: In het bosch

Oorspronkelijk was het doel nog drie deeltjes uit te geven: Op de akker, In de weide en Aan het strand. Hierbij wilden de schrijvers ook landbouw, veeteelt en visserij betrekken, wat een andere aanpak voor een andere lezerskring betekende. Uiteindelijk heeft dit niet geleid tot publicatie in boekvorm.
De laatste (negende) herdruk van het meest populaire deeltje uit de serie, In sloot en plas, verscheen in 1960.

## Ontstaansgeschiedenis
Eli Heimans (1861-1914) en Jac. P. Thijsse (1865-1945) kwamen voor het eerst met elkaar in contact in het najaar van 1893. Heimans had kort daarvoor De levende natuur gepubliceerd, een lesmethode voor het onderwijs in de natuurlijke historie. Het boekje behandelde de natuur die in het Amsterdamse Sarphatipark te vinden was. Thijsse, die de jaren daarvoor op Texel in het onderwijs had gewerkt, en eraan gewend was geraakt om met zijn leerlingen de natuur in te trekken, vroeg Heimans: “Waarom laat je op dat parkboekje geen boekjes van buiten volgen?” Dat vond Heimans blijkbaar zo'n goed idee dat hij antwoordde: “Laat ons dat samen doen.” “En zoo begon voor ons een trouwe en vertrouwelijke samenwerking, die meer dan twintig jaren heeft geduurd en pas met zijn dood is geëindigd,” aldus Thijsse in zijn “levensbericht” over Heimans in 1929. De boekjes vormden het begin van een lange reeks gezamenlijke publicaties van Heimans en Thijsse: in boekvorm, maar meer nog in de vorm van het tijdschrift De Levende Natuur.
Nog geen jaar na die memorabele ontmoeting in het najaar van 1893 verscheen bij uitgeverij W. Versluys het eerste deeltje: Van vlinders, bloemen en vogels : Langs dijken en wegen. Daarna verschenen met tussenpozen van één of twee jaar de andere delen.
De doelgroep van de boekjes was in eerste instantie: jongens en meisjes van ongeveer twaalf jaar. Een criticus in een “schoolblad” voorspelde: “Meen niet dat onze jongens en meisjes zulke lectuur bevallen zal. Geef roodhuiden- en neger-romans met moord en verraad, met rooftochten en zeegevechten voor de jongens en met preliminairen van vrijertjes voor de meisjes. (...) Wat malen onze 12 à 13-jarige jongelui om bloemetjes en vlinders en kevers en vogels. Ja, om de dieren dood te martelen en de nestjes uit te halen, als je de jongens dat leren wilt, zult ge succes hebben met boekjes, anders blijft de uitgever er mee zitten.” De criticus kreeg ongelijk - zo konden de schrijvers al enkele jaren later in de tweede druk melden. Uiteindelijk zouden van het meest herdrukte deeltje (In sloot en plas) 9 drukken verschijnen, over een tijdspanne van 65 jaar. Overigens werd de serie niet alleen populair bij kinderen, ook bij volwassenen.
Aan het succes van de boekjes heeft het aantrekkelijke uiterlijk ongetwijfeld veel bijgedragen. De omslag van Van vlinders, bloemen en vogels is een vrolijk gekleurde afbeelding van een fladderend vlindertje boven een met warkruid omwoekerde brandnetel. Wie daarna het boekje openslaat vindt nog meer gekleurde en zwart-witte afbeeldingen. In het eerste boekje zijn de afbeeldingen nog gemaakt door andere illustratoren, maar latere delen illustreren de schrijvers zo veel mogelijk zelf “omdat zij bij voorkeur uitgaan van hun eigen waarnemingen en een hekel hebben aan oudbakken prentjes.” De teksten zijn fris. Heimans en Thijsse baseren zich vooral op eigen waarnemingen, en schrijven weinig over uit andere boeken.
Tot aan de Tweede Wereldoorlog worden de in totaal zes deeltjes van de serie Van vlinders, bloemen en vogels verschillende malen herdrukt. Daarbij worden regelmatig kleine of grotere wijzigingen doorgevoerd, zowel in de tekst als in de afbeeldingen. Na de Tweede Wereldoorlog neemt uitgeverij Ploegsma de rechten van Versluys over en verschijnt de reeks onder de titel Van groei en bloei en jaargetijde. De boekjes krijgen een nieuw jasje. De tekst wordt herzien en uitgebreid door J. Heimans - de zoon van Eli Heimans - en W. Thijsse-Gerritsen - een schoondochter van Thijsse. Er worden veel nieuwe tekeningen toegevoegd van J. Wilcke, A. van Breda en J. Vuyk. 

## Levensgemeenschappen
In het voorbericht bij het eerste deeltje van de serie schrijven de auteurs dat planten en dieren niet op zich zelf leven, maar in “levensgemeenschappen”. Zulke levensgemeenschappen “vindt men in slooten en plassen, op heiden en weiden. Elk van deze heeft zijn eigen fauna, zijn eigen flora, hier arm, daar rijk, naar omstandigheden; maar steeds een geheel uitmakend, waarvan de deelen innig met elkaar in verband staan. En enkele deelen vormen weer een groep op zich zelf. Een plant is weer in de eerste plaats afhankelijk van zijn bodem en niet minder van zijn bewoners en zijn buren, waarmede ze in nauwe gemeenschap leeft; nu eens in vriendschap elkander steunende, dan weer in den strijd om het bestaan met elkander worstelend op leven en dood.

Die levensgemeenschappen zullen in hoofdzaak de volgorde der serie boekjes bepalen (…). Dijken en wegen, slooten, plassen en moerassen, bosch, park en plantsoen, duin en heide, strand en zee, hooge en lage weide zullen, hopen wij, alle aan de beurt komen.”
Verschoor en Willems hebben opgemerkt, dat het gebruik van de term 'levensgemeenschap' door Heimans en Thijsse voor die tijd "verrassend modern" was.
Wat betreft doelgroep en inhoud merken Heimans en Thijsse (in hetzelfde voorbericht) op:
Wat als jongens onze belangstelling wekte of onze aandacht trok, wat in ons den lust wekte, om er meer van te weten, dat zal een hoofdgroep vormen in elk boekje. Dat zullen we aanvullen met veel van wat onze jongensaandacht ontsnapte, en eerst veel later door aanwijzing van anderen, door studie en lectuur, onze opmerkzaamheid kon boeien.
Opmerkelijk is dat de schrijvers ook uitdrukkelijk aanwijzingen hopen te geven voor het opsporen en kweken van bloemen en vogels, voor het vangen van vlinders en kevers, en voor het inrichten en onderhouden van een eenvoudig aquarium en terrarium. De schrijvers besluiten hun voorbericht met het uitspreken van de wens dat hun boekjes er toe zullen bijdragen dat ook in Nederland de “natuursport” tot een druk beoefende tak van sport zal uitgroeien. 

## Van vlinders, bloemen en vogels(ondertitel: Langs dijken en wegen)

### Atalanta
Het eerste deel (ongeveer de helft) van het eerste boekje uit de reeks draagt de titel "Atalanta" en is geschreven (en ondertekend) door Heimans; het tweede deel is geschreven door Thijsse.

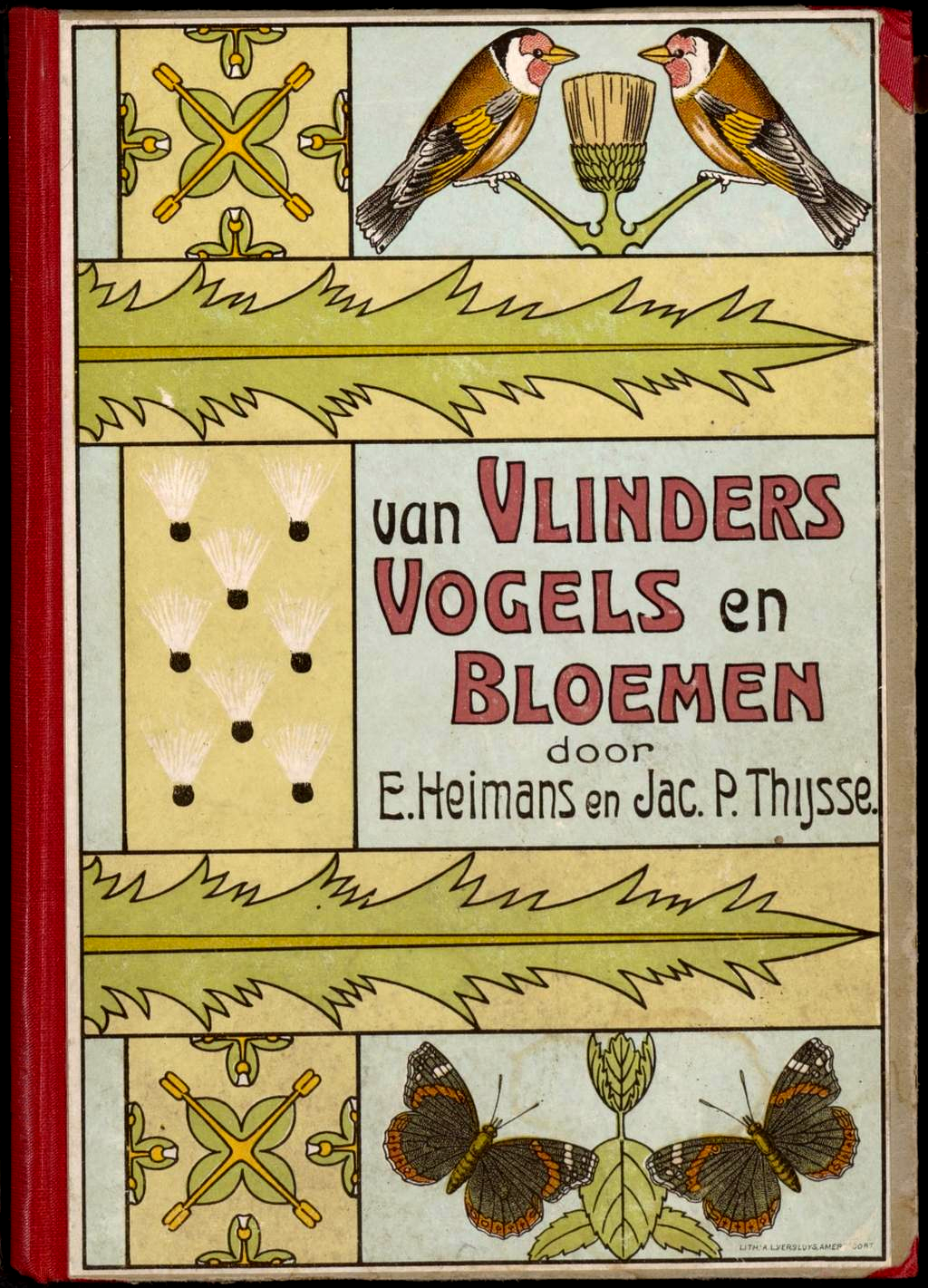
Van vlinders, bloemen en vogels : Langs dijken en wegen. Omslag van de derde druk (1907)

Heimans begint zijn tekst met een beschrijving van Atalanta in de Griekse mythologie: de ("beeldschone") dochter van de koning van Scyrus. Mooi was ze, en vlug. Zo snel, dat ze al haar vrijers het nakijken gaf. Alleen Hippomenes wist haar met een list op de renbaan te verslaan: hij strooide stukjes goud op de renbaan, waar Atalanta telkens voor stopte, zodat hij als eerste de eindstreep haalde. Maar Atalanta legde zich niet neer bij haar nederlaag en ijlde er vandoor. Toen men haar bijna had ingehaald, verdween ze in een bos brandnetels. Aphrodite, de bondgenoot van Hippomenes verandert haar in een harige rups, en alleen aan het eind van haar leven mag ze nog even fladderen. 
Nog steeds leven de nakomelingen van Atalanta, die allen haar naam dragen. Overal, zelfs in de straten der steden en dorpen treft men den schoonen vlinder aan; als de zon maar vriendelijk schijnt, tot in den laten herfst toe; maar ons land is zoover van haar geboorteplaats verwijderd, dat men haar geschiedenis niet kent en men geeft haar allerlei namen als: Admiraal, Schoenlapper, Nummervlinder, Zomerkapel en andere.

Op de brandnetels vindt men de ingesponnen rups. Als de tijd van haar verandering, haar metamorphose, gekomen is, wordt ze een bruingele pop met een menschengezicht, waarop nog de stukjes goud te zien zijn, die het schoone meisje in het ongeluk hebben gestort.

Een paar weken later stijgt de schoone Atalanta uit de brandnetels op, en onder op haar vleugels staat nog met duidelijke cijfers het jaartal 1881 vermeld, het jaar van haar eerste metamorphose. Van welke jaartelling dit echter is, weet niemand.

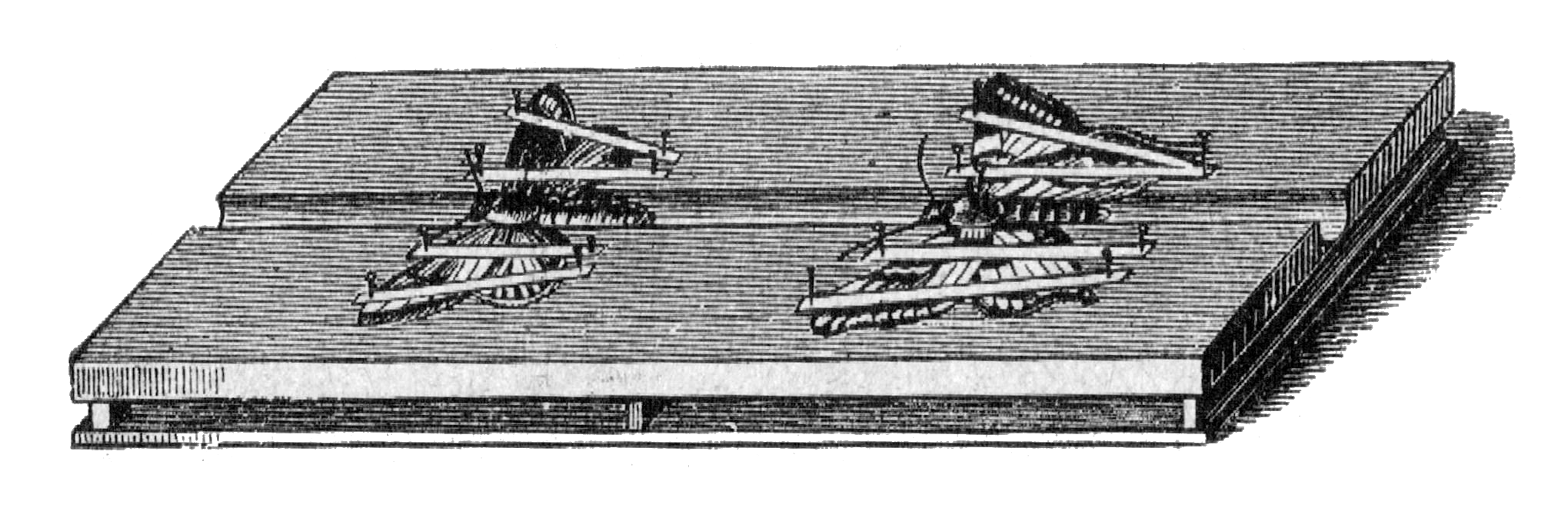
afbeelding uit Van vlinders, bloemen en vogels : Langs dijken en wegen.(5e dr. p. 89) toont hoe vlinders kunnen worden opgezet

Uitgebreid beschrijft Heimans hoe de Atalanta Vanessa atalanta eruitziet, wat de betekenis is van de organen en hoe de vlinder zich gedraagt door de seizoenen heen.
Hij bespreekt ook andere bekende vlindersoorten zoals de kleine vos Aglais urticae en de dagpauwoog Aglais io. De waardplanten waarop de rupsen leven komen ook aan bod. Bijvoorbeeld de grote brandnetel Urtica dioica en het duivelsnaaigaren Cuscuta epithymum dat op de brandnetel parasiteert.  
Opmerkelijk is hier, maar ook op vele andere plaatsen in dit boekje en de volgende uit de reeks, dat veel aandacht wordt besteed aan het vangen, doden en prepareren van insecten. Hier geeft Heimans bijvoorbeeld raad over hoe men de rupsen kan opkweken in een weckfles en over de beste manier om vlinders op te zetten. In het tweede deel van dit eerste boekje gaat Thijsse uitgebreid in op het vangen en opzetten van hommels.

### deel II (vanVan Vlinders, bloemen en vogels (langs dijken en wegen)
Thijsse gaat in het tweede deel van Van Vlinders, bloemen en vogels (langs dijken en wegen), dat geen titel draagt, in op de distels.
Zij zijn de ware voorraadschuren, niet alleen van de vogels, maar van een groote schare van dieren, wier bestaan geheel en al van hen afhankelijk is.
Overal zijn zij te vinden: langs weg en pad, in weide en veld, in 't vergeten hoekje grond in de achterbuurt van de stad, meest in gezelschap van hunne stekelige vrienden, de brandnetels.
Thijsse beschrijft verschillende soorten, zoals de kale jonker (Cirsium palustre), gekrulde distel (Carduus crispus), de stekel- of akkerdistel (Cirsium arvense), de wegdistel (Onopordum acanthium) en de knikkende distel (Carduus nutans). Aan de hand van de bloem van de distel onderzoekt Thijsse nauwgezet de kenmerken van een samengesteldbloemige (Compositae) en wijst hij op de betekenis van de bloem voor hommels. Hij bespreekt diverse soorten hommels, wilde bijen en wespen, zoals de aardhommel (Bombus terrestris), de koolzwarte zandbij (Andrena pilipes) en de tuinbladsnijder (Megachile centuncularis).
Thijsse put, voor wat betreft de hommels en bijen, onder andere uit zijn waarnemingen in 1893 aan de Zuiderzeedijk en bij zijn "mooiste zandkuil", die op de Hoge Berg op Texel ligt.
Behalve de anatomie van de hommels komt ook hun gedrag uitgebreid aan de orde. 
Vervolgens beschouwt Thijsse ook de vlinders die de distels bezoeken, zoals de distelvlinder (Vanessa cardui). En ook de groene schildpadkever – Thijsse spreekt van "groene schildkever" – (Cassida rubiginosa) passeert de revue. Ten slotte besteedt hij nog aandacht aan de putter, of distelvink (Carduelis carduelis).

### Verschenen drukken: 1894 - 1954
- 1e druk: 1894. Amsterdam : Uitgeverij W. Versluys. 93 pgs. Met 6 zwart-wit afbeeldingen in de tekst en 6 ongesigneerde kleurenafbeeldingen op afzonderlijke bladen. De kleurenafbeeldingen zijn gemaakt door de heer Trap in Leiden.[14]
De (ongesigneerde) afbeelding op de omslag komt ook voor in: (de) Kerner von Marilaun, Anton (1896) - Pflanzenleben (Zweite Auflage). Leipzig und Wien : Bibliographisches Institut. Erster Band. t.o. pag. 166. Met de vermelding: “Teufelszwirn, auf Nesseln schmarotzend (Nach der Natur von J. Seelos.)” (Duivelsnaaigaren, parasiterend op brandnetels (naar de natuur door J. Seelos)).
- 2e (veel vermeerdere) druk: 1898. 173 pgs. “Met gekleurde platen en een groot aantal oorspronkelijke teekeningen van de schrijvers.” De 4 kleurenplaten zijn anders dan die in de eerste druk; nieuwe omslag.
- 3e druk: 1907, 173 pgs. Geen belangrijke wijzigingen ten opzichte van de vorige druk. Opvallend is dat op de omslag de naam abusievelijk is vermeld als "Van vlinders, vogels en bloemen"![15]
- 4e druk: 1913, 173 pgs. De twee gekleurde platen zijn andere dan die in de vorige druk. Met nieuwe (tamelijk saaie) omslag.
- 5e druk: 1921, 175 pgs.
- 6e (geheel herziene en uitgebreide) druk (met nieuwe illustraties van dr. J. Wilcke en J. Vuyk): 1954 bij uitgeverij Ploegsma, Amsterdam, in de serie: Van groei en bloei en jaargetijde. 148 pgs. Met stofomslag.

## In sloot en plas
Daar verschijnt met gelijkmatige pootslag als volleerd roeier, een grote geelgerande kever en maakt jacht op de larve van een mug of een libel; een bloedzuiger kronkelt als een platte slang langs het venster. Salamanders met rood en zwart gestippelde buik en sierlijk gekamde rug, rijzen en dalen statig op en neer, of schieten plotseling vooruit, als zij merken dat een nijdig-kijkend, roodborstig visje, met drie vinnig-opgezette stekels op zijn rug, het op hun staart gemunt heeft. Een reusachtige pikzwarte tor, die door het water nog groter schijnt dan hij is, doemt eensklaps uit het duister op, om even aan de oppervlakte te verschijnen en dan snel trappelend, als liep hij door het water, tussen het kroos of achter het rotsje te verdwijnen. Tussen het fijne loof van een sierlijke waterplant is een grote spin bezig, zijn zilveren luchtpaleis te bouwen. Op de bodem glijden kokerjuffers in hun wonderlijke kluisjes langzaam over de schelpen en het kiezelzand voort, en tussen dat alles door krielt en wemelt het van kleine en grote larven, draaitorren, bloedspinnetjes.
- 1e druk: 1895. Amsterdam : Uitgeverij W. Versluys. 180 pgs. Met drie gekleurde platen en vele, merendeels oorspronkelijke afbeeldingen. Een aantal afbeeldingen is gesigneerd (door Heimans of Thijsse); ook bij de kleurplaten is in een aantal gevallen de bron opgenomen; bijv. bij de plaat t.o. pag. 32: “Gedeeltelijk naar Calwer” en de plaat t.o. pag. 120: “Naar een schets van Jac. P. Thijsse.” De kleurenafbeeldingen zijn gemaakt door de heer Trap in Leiden.[17] Het eerste deel van dit boekje (p. 1-97) is geschreven door Heimans, het tweede (p. 99-172) door Thijsse. Heimans verzamelde veel materiaal voor zijn bijdrage bij een bepaalde sloot in de IJpolder, Thijsse deed dit bij een slootje en een poeltje in de spoordijkdriehoek aan het eind van de Van Zesenstraat. Daarnaast bezochten zij de Poel bij Amstelveen, de moerassen bij Vijfhuizen en bij het Muiderslot en de Ankeveense plassen.[18]
- 2e (“uitgebreide”) druk: 1898, 204 pgs. De omslag is qua stijl vergelijkbaar met de tweede druk van Van vlinders, bloemen en vogels. Achterin is een determinatietabel opgenomen: “Geïllustreerde lijst voor het bepalen der Nederlandse waterplanten”. Een belangrijke uitbreiding in het eerste deel betreft de salamanders. Ook bevat deze druk een lijst met “uitgebreide verklaring” bij een aantal tekeningen. De eerste en tweede druk van In sloot en plas liggen veel dichter bij elkaar dan van Van vlinders, bloemen en vogels.
- 3e druk: 1907, 202 pgs. Geen belangrijke wijzigingen ten opzichte van de vorige druk.
- 4e druk: 1914
- 5e druk: 1916
- 6e druk: 1954
- 7e (geheel herziene en uitgebreide) druk (met illustraties van Aart van Breda): 1956 bij uitgeverij Ploegsma, Amsterdam, in de serie: Van groei en bloei en jaargetijde. 168 pgs.
- 8e druk, 1950 (?), 168 p. In deze druk, die al snel na de 7e nodig bleek, zijn slechts enkele verbeteringen aangebracht.
- 9e druk: 1960.

## Door het rietland
- 1e druk: 1896. 270 p.

De (ongesigneerde) afbeelding op de omslag komt ook voor in: (de) Kerner von Marilaun, Anton (1896) - Planzenleben. Leipzig und Wien : Bibliographisches Institut. Erster Band. t.o. pag. 133. Met de vermelding: “Tierfangende Pflanzen : Sonnentau und Fettkraut. (Nach der Natur von J. Seelos.)” (Vleesetende planten: zonnedauw en vetblad. (naar de natuur door J. Seelos)). Op het schutblad staan vermeld: Drosera rotundifolia (midden achter), Pinguicula vulgaris (links voor) en Sphagnum cymbifolium (rechts voor). 
Veel van de tekeningen in het boek zijn gemaakt door Heimans, vaak met gebruik van de spatwerk-methode. Het eerste deel van het boek is geschreven door Thijsse, het tweede door Heimans. Voor zijn bijdrage ontleende de laatste veel materiaal aan de Oosteinderpoel bij Aalsmeer. Daarnaast vonden zij materiaal in het veentje tegenover het Muiderslot en in de Ankeveense plassen. Ook bezochten zij het Soesterveen en het Lange Veen onder Leusden.
- 2e druk: 1903
- 3e druk: 1914
- 4e druk: 1923
- 5e druk: 1948 (?)
- 6e druk: 1955. 191 p. Geheel herziene en uitgebreide druk, met grotendeels nieuwe illustraties, bij Uitgeverij Ploegsma, Amsterdam. In de serie: Van groei en bloei en jaargetijde. Met stofomslag. De gekleurde en de meeste zwart-wit illustraties zijn van de hand van dr. J. Wilcke. Enkele orchideeënafbeeldingen zijn van de hand van prof.dr. J. Heimans. De illustraties op p. 143, 166 176 en 188 zijn van de oorspronkelijke auteurs.

## Hei en dennen
- 1e druk: 1897. Het boek begint met een inleiding van Heimans en bevat veel eigen illustraties van beide schrijvers. Vier gekleurde platen zijn gemaakt naar aquarellen van de schrijvers: een bosgezicht met vliegenzwam en één met stofzaad en cantharellen van Thijsse; de titelplaat met veenbessen en sphagnum en een plaat met groene, bruine en heikikker van Heimans.[20]
- 2e druk: 1903
- 3e druk: 1913
- 4e druk: 1916
- 5e druk: 1948

## In de duinen
- 1e druk: 1899
- 2e druk: 1907
- 3e druk: 1920 (2e druk genoemd)
- 4e druk: 1932
- 5e druk: 1950

## In het bosch
- 1e druk: 1901
- 2e druk: 1920
- 3e (geheel herziene en uitgebreide) druk (met 115 originele illustraties van de schrijvers en 13 nieuwe illustraties van dr. J. Wilcke, waaronder 2 in kleuren): 1952 bij uitgeverij Ploegsma, Amsterdam, onder de titel In het bos, in de serie: Van groei en bloei en jaargetijde - 174 p.; 19cm. Met stofomslag.[21]